# 2,2'-dimorfolinodi-ethylether
2,2'-dimorfolinodi-ethylether (afgekort tot DMDEE) is een ether met twee morfoline-groepen.

## Synthese
DMDEE kan gevormd worden door de condensatiereactie van di-ethyleenglycol met morfoline in aanwezigheid van een zeer poreuze kobalt-katalysator.

## Toepassingen
DMDEE wordt gebruikt als katalysator voor de vorming van polyurethaanschuimen, onder meer in één-componentsystemen, die bij contact met vocht, bijvoorbeeld luchtvochtigheid, harden. DMDEE katalyseert de reactie tussen water en isocyanaat. Het is een zeer selectieve katalysator, zodat de vorming van nevenproducten sterk onderdrukt wordt. Deze schuimen worden o.a. toegepast als afdichtingsmateriaal (sealant). Ze worden snel hard bij blootstelling aan de lucht, zonder toevoeging van water.
Het wordt ook gebruikt voor harde polyurethaanschuimen, en in coatings en PU-lijm.